# Oreolalax lichuanensis
Espèce
Statut de conservation UICN

 LC  : Préoccupation mineure
Oreolalax lichuanensis est une espèce d'amphibiens de la famille des Megophryidae.

## Répartition
Cette espèce est endémique du centre de la République populaire de Chine. Elle se rencontre entre 1 790 et 1 920 m d'altitude dans les provinces du Hubei, du Sichuan, du Chongqing, du Guizhou et du Yunnan.

## Étymologie
Son nom d'espèce, composé de lichuan et du suffixe latin -ensis, « qui vit dans, qui habite », lui a été donné en référence au lieu de sa découverte, Lichuan dans la province du Hubei.

## Publication originale
- Liu, Hu & Fei, 1979 : Five new pelobatid toads from China. Acta Zootaxonomica Sinica, vol. 4, p. 83-92.